# Ідечу-де-Сус
Ідечу-де-Сус (рум. Ideciu de Sus) — село у повіті Муреш в Румунії. Входить до складу комуни Ідечу-де-Жос.
Село розташоване на відстані 286 км на північ від Бухареста, 36 км на північний схід від Тиргу-Муреша, 89 км на схід від Клуж-Напоки, 146 км на північний захід від Брашова.

## Населення
За даними перепису населення 2002 року у селі проживали 757 осіб.
Національний склад населення села:
| Національність | Кількість осіб | Відсоток |
| -------------- | -------------- | -------- |
| румуни         | 566            | 74,8%    |
| цигани         | 125            | 16,5%    |
| угорці         | 39             | 5,2%     |
| німці          | 27             | 3,6%     |

Рідною мовою назвали:
| Мова      | Кількість осіб | Відсоток |
| --------- | -------------- | -------- |
| румунська | 705            | 93,1%    |
| угорська  | 30             | 4,0%     |
| німецька  | 20             | 2,6%     |